# 산타마리아산

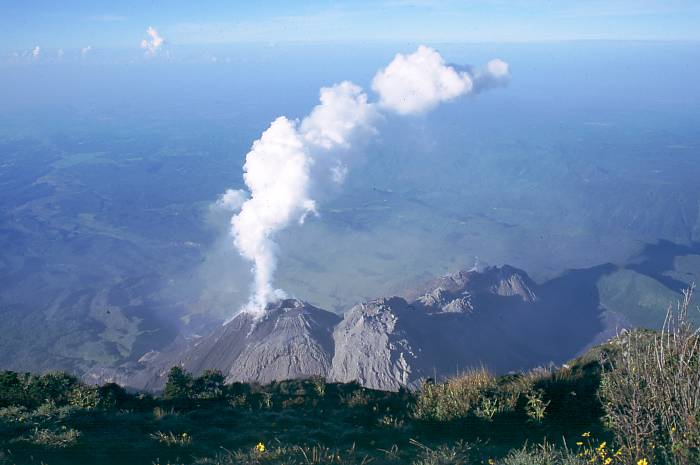
산타마리아 산

산타마리아산(Santa Maria)은 과테말라의 화산으로 높이는 3,772m이다. 이 화산은 마욘 산과 모양이 비슷한 완벽한 원뿔형의 성층화산으로, 활화산이다.
1902년에 강력한 폭발이 있었는데, 가장 강력한 화산 폭발 중의 5위로 기록될 정도로 강력했다. 이로 인하여 산 옆에 거대한 함몰 분화구가 생겼고, 그 후 20년간 잠잠하였다. 그러다가 1922년에 다시 화산 활동이 일어나면서 산티아구이토 화산이라는 성층 화산이 다시 만들어졌다. 그 후 이 측화산은 지금도 계속 분화하고 있다.